# Tuji Grm
Tuji Grm je naselje v Mestni občini Ljubljana. Z Ljubljano je kraj ob delavnikih povezan z redno mestno avtobusno linijo št. 26. Iz kraja se je možno podati na Janče (792 m) do cerkve Sv. Miklavža in do planinskega doma, od koder je lep razgled.  

## Zgodovina
Na vrhu Mance v Tujem Grmu je bila prazgodovinska trdnjava (slovensko: Mancin vrh, 747 m). Na tem mestu je lahko bil tudi grad Turnerki (Turnerski grad), o katerem danes ni nobene sledi. Med drugo svetovno vojno je prišlo med partizani in nemškimi silami na Tuji Grm do silovitih spopadov 22. maja 1942 dne 27. oktobra 1944 pa so nemške sile vas požgale.